# Dick Le Mair
Dick Le Mair (Den Haag, 21 februari 1955) is een Nederlandse componist, arrangeur, slagwerker en percussionist.
Geboren in Den Haag en opgegroeid in een gezin waar muziek een belangrijke rol speelde. Vader Le Mair was kerkorganist en zoonlief zat dan ook vaak hoog bovenin de kerk, naast het klavier van een imposant orgel te kijken en te luisteren hoe vader speelde. De piano in huis werd een geliefd object, naspelen van gehoorde platen en kerkmuziek een aangenaam tijdverdrijf en al gauw kwam werk van klassieken als Bach en Mozart op de lessenaar. Maar toen... ontdekte Dick de rock 'n roll. Geen pianospelen meer, geen klassieken, maar drums spelen in plaatselijke rockbands, lessen van jazzdrummers en orkestslagwerkers en door naar het conservatorium om slagwerk en compositie te studeren bij Fred Krens (drums, lichte muziek), Willem Heesen (orkestslagwerk), David Friedman (vibrafoon jazz improvisatie), Jim Gordon (vibrafoon en marimba, modern gecomponeerd werk), Jan Laurens Hartong (latin percussion, salsa), Ruud Bos en Ab Schaap (compositie/arrangeren). Op het conservatorium liepen onder de slagwerkers nogal wat naamgenoten (Dick) rond, vandaar een aardig tijdje onder de naam Evert Le Mair actief geweest (Duo Contemporain met Henri Bok, The Group o.l.v. Rob van der Linden, muziektheater Noten Kijken - Hoor 'ns Hier o.l.v. Bernard van Beurden, optredens met Marjanne Kweksilber en Miny Dekkers, als derdejaars studentje Zyklus für einen Schlagzeuger gespeeld tijdens STAMP-concerten samengesteld door Klaas de Vries, opnames VPRO en WDR in aanwezigheid van Karlheinz Stockhausen, etc.)
Le Mair was gastdocent aan de universiteit van Sydney en Melbourne (Australië) en Caracas (Venezuela) en aan het conservatorium van Odense (Denemarken) en Porto (Portugal). Daarnaast was en is hij actief als componist-arrangeur en producer. Hij schreef en produceerde film- en tv-muziek voor onder andere de EO, VPRO en WDR, en is producer bij EMI, SONY en andere labels.
De eerste eigen cd, Over the Ages, werd opgenomen onder het EMI-label. Op deze cd zijn Keltische, klassieke en Gregoriaanse invloeden hoorbaar. Zijn tweede cd is getiteld Impressions of a Pilgrimage. De muziek van deze cd staat geheel in het teken van de reis langs de pelgrimsroute naar Santiago de Compostella. Zijn werk Via Crucis – gebaseerd op de kruiswegstaties – werd in maart/april 2014 voor het eerst uitgevoerd in zes concerten. Zijn werk Gloria ging in oktober 2016 in première en eind december 2017 waren de eerste concerten van zijn werk Benedicat. Daarnaast schreef hij werken voor o.a. piano, carillon, big band en harmonie-orkest, uitgegeven door Donemus. Zijn werken voor slagwerk-/percussiegroepen worden uitgegeven door ShowandMarchingMusic. Het nieuwst uitgebrachte online album heet Labirinto.